# Claude Chisserey
 (11 février 2022).
Claude Chisserey, né le 14 juin 1943 à Enghien-les-Bains et mort le 13 février 1981 dans le 12e arrondissement de Paris, est un responsable de l'OCI. À ce titre, il milite à la Sorbonne dans l'UNEF, peu avant et après Mai 68 et est le responsable du Comité de liaison des étudiants révolutionnaires (CLER, trotskiste), qui deviendra à la fin avril 1968 la FER, l'une des composantes politiques du syndicat étudiant, avant de devenir au début des années 1970 secrétaire, pour la région parisienne, de l'Organisation communiste internationaliste,.
En Mai 68, il rédige l'appel à la grève générale lancé par l'UNEF juste après les émeutes du 3 mai et du 8 mai. Il a le souci que le mouvement étudiant conserve la faveur de l'opinion, car il a  l'espoir de rallier au mouvement étudiant les syndicats de salariés lors des négociations du lendemain. Il met en avant les occupations d'usine dès qu'elles débutent le 14 mai.  Ensuite durant les années 1970, il est responsable, du secteur jeune de l'Organisation communiste internationaliste, qui, dès 1971, contrôle l'UNEF, puis l'UNEF-ID du début 1980 et jusqu'en 1986. Face au chef de cette organisation politique, Pierre Lambert, Claude Chisserey incarne la génération Mai 68.
« Cyrano du trotskisme (qui) aimait ferrailler avec ses adversaires tout en les respectant »,, selon l'ex-président de l'UNEF Jean-Christophe Cambadélis, qui reconnait son influence, il était aussi très proche de l'historien et écrivain Benjamin Stora, qui lui a rendu hommage dans ses mémoires, La dernière génération d'octobre, après avoir milité avec lui au sein de l'UNEF de la Sorbonne peu après Mai 68. L'année de son suicide en 1981, il est marginalisé,.

## Biographie

### L'UNEF du milieu des années 1960

#### De la formation d'instituteur à la Sorbonne
Fils d'un cordonnier, Claude Chisserey naît le 14 juin 1943 à Enghien-les-bains et grandit à Montmorency, dans un milieu modeste. Il commence par une formation d'instituteur à l’école normale de Versailles, au cours de laquelle il rencontre Boris Fraenkel, militant du "groupe trotskiste", dirigé par Pierre Lambert. Il adhère au groupe Lambert en 1961  ,, à 17 ans, au moment de la création du Front universitaire antifasciste (FUA) d'Alain Krivine et du CLER, fondé dans le sillage du grand meeting syndical réussi le 27 octobre 1960 pour la Paix en Algérie. Le CLER revendique le coup d'éclat de Gérard Rauzy, mathématicien qui a refusé de serrer la main à De Gaulle en visite à l'École normale supérieure (Paris). Il profite en 1961-1963 que l'UEC, concentrée sur le FUA et ses suites possibles, se désintéresse de l’UNEF pour y occuper le terrain, en particulier à la FGEL (Fédération des Groupes d'Études de Lettres) , qui est l'UNEF-Sorbonne. Dès l’automne 1961 à la Sorbonne, Jean-Pierre Bakhouche est élu président du groupe d'études de propédeutique qui essaime l’année suivante et le CLER compte une quarantaine d'adhérents en 1962 dont la moitié du groupe trotskiste vendant le journal La Vérité.
Chisserey adhère l'Union des étudiants communistes en 1963 alors qu'il est étudiant à la Sorbonne, au moment où trois militants du CLER, dont Jean-Pierre Bakhouche et Jean Puyade, siègent au bureau de la FGEL mais sont éliminés par son président Antoine Griset en mars 1963, provoquant la rupture entre le  CLER et la FGEL. Claude Chisserey, déjà militant trotskiste, pratique l'entrisme à l'Union des étudiants communistes (UEC) comme le faisaient d'autres étudiants trotskistes, et diffuse un petit périodique L’étudiant révolutionnaire, d'abord sans grand succès. Décrit par Philippe Robrieux, secrétaire général de l'UEC comme un « excellent militant », « jeune et impétueux » avant de devenir le « leader de l'OCI », Claude Chisserey est selon ce dernier l'un des rares à comprendre l'issue inéluctable du VIIIe congrès de l'UEC qui a lieu du 4 au 7 mars 1965 à Montreuil, et qui marque la victoire des communistes orthodoxes, fidèles à la direction du PCF, sur les « italiens », autrement dit les contestataires, grâce à la carotte que constitue Le Nouveau Clarté, lancé en avril 1965 par Serge Goffard et Guy Hermier[pas clair]. Peu de temps avant, Jean-Louis Peninou et Marc Kravetz, entrés au bureau national de l'UNEF en juillet 1964 grâce à leur action à la FGEL et au prix d'un passage du PSU à l'UEC, ont été balayés en raison de l'échec de leur tentative d’occuper la Sorbonne le 21 février 1964 pour en interdire l’accès au ministre de l‘Éducation nationale. 
Claude Chisserey rencontre à la Sorbonne Jean Sanvoisin et Charles Berg, étudiant en histoire, qui devient son « meilleur ami » et camarade à l'OCI. Ce dernier n'exerce pas de responsabilité à l'UNEF, à cette époque, car il s'occupe « de construire des groupes de jeunes salariés liés au journal "Révoltes" » . Son ami Jean Sanvoisin adhérera au PCF en 1965, l'année où Chisserey cède sa place un nouveau responsable du "travail jeunes", Xavier Mourre, à l'issue d'une conférence spécifique en septembre 1964, pour se consacrer aux groupes "Révoltes" et à l'OCI qui nait deux mois après mais aussi, plus discrêtement, à l'UNEF.

#### Le lien avec les anarchistes espagnols
L'espagnol Tomás Ibáñez, inscrit en 1963-1964 à la Sorbonne au département de psychologie, constate que c'est une place forte des trotskistes « lambertistes » menés par Claude Chisserey , qui le présente à Richard Ladmiral, rédacteur à la revue anarchiste Noir et Rouge. Afin d'imiter les trotskistes de Claude Chisserey, qui avaient fondé en 1961, en pleine Guerre d'Algérie, le Comité de liaison des étudiants révolutionnaires (CLER) , nait l’idée de créer la liaison étudiante anarchiste, alliée au CLER au sein de l'UNEF.
Richard Ladmiral et Tomás Ibáñez militent au sein de l’UNEF dans la « tendance syndicaliste révolutionnaire » créée par les amis de Claude Chisserey, sur le modèle de l’alliance tissée dans la région de Saint-Nazaire entre lambertistes et anarcho-syndicalistes – dont Alexandre Hébert était la figure de proue. Cette alliance entre les anarchistes et le CLER leur permet de prendre le contrôle de plusieurs autres bureaux de l'UNEF à partir de 1964. C'est le cas à Strasbourg, puis Nanterre, où les anarchistes feront cependant sécession l'année 1966-1967, ou un peu plus tard à Clermont-Ferrand et à Nantes, où des ouvriers lambertistes seront, à l'origine du  mouvement de grève générale de Mai 68.
Les lambertistes rejettent nettement l'influence des religions, facilitant leur entente avec les anarchistes, alors que le courant chrétien de gauche croît depuis la formation du Parti socialiste unifié face à la Guerre d'Algérie.

#### Le départ de l'UEC avec Alain Krivine
En janvier 1966, Claude Chisserey s'est levé avec Alain Krivine, ex-secrétaire général de l'Union des étudiants communistes huit ans plus tôt, pour chanter L'Internationale lorsque la nouvelle direction communiste de l'UEC les a exclus, à la demande de Paul Laurent, Roland Leroy et Jean-Michel Cathala. À la suite de cette exclusion, Pierre Salvaing, jeune étudiant en Sorbonne et futur permanent à l'OCI, lui demande le 12 février 1966 d'y développer le CLER.

#### Une personnalité contre les curés, les flics et les patrons
Décrit comme « extrêmement drôle dans le privé » et « brillant orateur en public » mais aussi avec un « côté voyou » et un « cynisme vulgaire » ou encore comme « rond, roublard, vivant, violent, insolent, stratège » et populaire auprès des militants, il dirigeait les groupes "Révoltes", du nom de leur journal vendu aux portes des lycées ou des entreprises, et « adoptait volontiers le genre blouson de cuir et l’argot qui allait avec », en se déclarant, comme une partie des "Blousons noirs", « contre les curés, les flics et les patrons », selon les souvenirs compilés par l'historien Karel Yon. 
Les militants de son groupe se donnent alors « le même type de profil et d’initiatives que les Jeunesses communistes, à l’époque des yéyés, des blousons noirs et de l’après-guerre d’Algérie, pour gagner à leur organisation des jeunes de banlieue », selon Benjamin Stora.

#### La rencontre avec Guy Debord
À la fin de l'année 1966, Claude Chisserey retrouve à Strasbourg le situationnistes viennent de publier la brochure De la misère en milieu étudiant, Guy Debord, cofondateur et dirigeant de l'Internationale situationniste de 1957 à 1972, qui publiera quelques mois plus tard La Société du spectacle (1967). Debord est pour lui une vieille connaissance, perdue de vue depuis Socialisme ou Barbarie, une organisation révolutionnaire créée en 1948 par Cornelius Castoriadis et Claude Lefort, qui s'autodissoudra en 1967. Claude Chisseray compte sur les situationnistes alsaciens, qui viennent de prendre le contrôle de l'UNEF locale, pour l'appuyer au niveau national au sein du syndicat étudiant.
En 1967-68, grâce au travail de Claude Chisserey et Charles Berg, le Comité de liaison des étudiants révolutionnaires (CLER) devient majoritaire, à la Sorbonne, dans les groupes d'études de l'UNEF en philosophie, psychologie et espagnol,.

#### Le combat contre les ordonnances et le Plan Fouchet
La Sorbonne regarde alors vers la province. À la rentrée d’octobre 1967, la situation économique est jugée difficile avec une inflation en réveil et des conditions de travail difficiles dans l'industrie. Dans l'Ouest, la contestation sociale gagne avec la manifestation paysanne du 2 octobre suivie par celle à l’usine Renault ACI du Mans de pièces automobiles et d'engins agricoles qui compte 7 000 grévistes le 10 octobre, puis 14 000 le 26 octobre, avec une marche vers le centre-ville qui oblige les CRS à reculer et se retrouver cernés sur la place de la République sans pouvoir bloquer l’accès à la préfecture dont les grilles sont secouées, ce qui entraine l'interdiction préfectorale de manifester sur la voie publique et de procéder à des barrages de routes. Au même moment, l'agitation se développe contre la Réforme Fouchet des universités avec le 9 novembre un meeting "toléré” qui se transforme en manifestation improvisée à la Sorbonne et de befs heurts au carrefour de la rue Soufflot et du boulevard Saint-Michel entre les étudiants et forces de l'ordre. Après la manifestation, il participe au côté de Jacques Sauvageot, alors vice-président de l'UNEF à la contre-attaque. C'est qui rédige le communiqué appelant les étudiants à la grève et Jacques Sauvageot qui le signe.

### Mai 68
En Mai 68, il insiste sur l’« unité des travailleurs, de la jeunesse travailleuse et des étudiants » qui lui semble indispensable, dès ses articles du tout début du mois de mai , dit aussi « front unique ouvrier ».

#### L'invasion de la Sorbonne le 3 mai
En Mai 68, Claude Chisserey est toujours étudiant à la Sorbonne et connu comme le principal dirigeant étudiant de l'OCI. Lors de l'invasion de la Sorbonne par la police le 3 mai 1968, il participe aux négociations avec la police pour évacuer le bâtiment sans être arrétés, en compagnie d'Alain Krivine pour la JCR et de son camarade Charles Berg de la FER, la police demandant ensuite aux étudiants de se regrouper sous le porche donnant rue de la Sorbonne pour un contrôle d'identité. Cette décision de la police, alors arrivée en bien plus grand nombre que les étudiants, va peu à peu provoquer l'afflux de passants et d'étudiants, puis une révolte, de rue, la première de Mai 68, lorsqu'un ordre donnera finalement au bout d'une heure l'injonction aux policiers d'emmener les étudiants dans des cars jusqu'à des commissariats. 
Dans la nuit du 3 au 4 mai, la plupart des émeutiers sont relâchés mais 27 gardes à vue  maintenues et 12 inculpations  prononcées. L'UNEF organise dès le lendemain, le samedi 4 mai une réunion à l'École normale supérieure. Le Mouvement du 22 mars, la Jeunesse communiste révolutionnaire, et le Comité de liaison des étudiants révolutionnaires, représenté par Chisserey, présent sur la photo de l'AFP, s'y invitent. Le viol des franchises universitaires est jugé inadmissible par l'UNEF qui lance, un appel à la grève générale. Claude Chisserey rédige, Jacques Sauvageot, vice-président de l'UNEF le signe.
Après le 3 mai, avec la FER, Chisserey sera dans toutes les actions et participera à toutes les manifestations. Un des étudiants de Nanterre, Michel Pourny est convoqué en conseil de discipline à la Sorbonne pour le 6 mai lit  une déclaration ronéotypée, distribuée  sur le boulevard Saint-Michel dès 11 heures, alors qu'on y compte 2000 manifestants à partir de 10 heures 30 dont le texte s'inspire de la lettre ouverte adressée aux Recteurs des Universités européennes par un groupe d'artistes surréalistes, attribuée à Antonin Artaud et Michel Leiris.

#### La manifestation à l'Étoile le 7 mai
Le mardi 7 mai, lors de manifestation à l’Arc de Triomphe qui clôt la marche des étudiants à travers Paris, il rédige un tract de la Fédération des étudiants révolutionnaires (FER) qui sera repris dans le numéro du mensuel « Révoltes » du 15 mai, pour relater cet épisode et estimer que  estime que la protestation doit être désormais transférée des étudiants aux salariés, événement qui va effectivement se produire une semaine plus tard. « Ensemble avec les leaders de l’UNEF, la FER a mené la manifestation jusqu’aux Champs-Élysées, où 50.000 jeunes et ouvriers ont déployé des drapeaux rouges et chanté l’Internationale », relate l'article .

#### Le meeting à Faculté de la Halle aux vins le 8 mai
Le mercredi 8 mai est organisé un meeting intersyndical à la faculté des sciences de la Halle aux Vins, dans le 17e arrondissement de Paris, d'où part vers 18 h 30, petite manifestation (UNEF, SNESup) et se termine par dispersion sans incident en suivant la consigne lancée par Claude Chisserey, leader étudiant de la FER. Alain Geismar (secrétaire général du SNESup) et Alain Sauvageot (président de l’UNEF) ont négocié en échange avec le gouvernement la levée des sanctions contre les étudiants détenus et leur remise en liberté, mais à l’exception des étrangers, parmi lesquels Cohn-Bendit, dont le Mouvement du 22 mars se réunit avenue de Verzy dans le 17e arrondissement. Vers 3 heures du matin, Alain Geismar y apparaît les larmes aux yeux et fait une autocritique de ces négociations, sachant que les promesses du gouvernement ne seront pas tenues par Alain Peyrefitte. Le lendemain commencent les négociations entre l'UNEF et la CGT et la CFDT pour une grande manifestation nationale.

#### La nuit des barricades du 10 mai
Au cours de l'événement historique de la Nuit des Barricades de Mai 68, il est l'un des rares étudiants membre du comité central de l'OCI. Plusieurs meetings ont lieu au Palais de la Mutualité. L'un d'eux est un gala de Léo Ferré pour le journal Le Monde libertaire, l'autre est organisé par les trotskistes de la FER comme première étape d'une prochaine manifestation internationale en soutien aux étudiants,. Le slogan « 500.000 ouvriers au quartier latin » était le thème du meeting, qui voulait préparer une manifestation internationale en faveur des étudiants arrêtés mais liée au monde ouvrier et donnant une image de force. Il avait été décidé lors du 1er mai 1967, dans une période de grèves dont certaines victorieuses comme pour les ouvriers de chez Dassault en Gironde et diffusé en tract à partir du 8 mai suivant, alors que depuis la Guerre d'Algérie la CGT n'organisait plus de manifestation dans Paris pour la Fête du travail et juste après les annonces du gouvernement Pompidou sur les ordonnances sur la sécurité sociale. Ce meeting du 10 mai réunit près de 3 000 personnes .
À l’issue du meeting, sur le parvis de la Mutualité, plusieurs participants s’apprêtent à remonter le boulevard pour rejoindre les barricades situées un peu plus haut sur la Montagne Sainte-Geneviève, en direction du Jardin du Luxembourg mais l'un d'eux met en garde contre le risque de se mettre à dos l'opinion publique et rappelle le thème du meeting, « 500.000 ouvriers au quartier latin ». C'est Stéphane Just, cofondateur de l'OCI en 1965, où il est le numéro deux au bureau politique. Ouvrier à la RATP et candidat aux législatives de 1967, il prendra la direction Journal de l'OCI "La Vérité". C'est le seul à pouvoir s’opposer à Pierre Lambert dans les congrès et les jeunes militants ne veulent pas l'affaiblir.
Puis il est décidé de remonter jusqu'à hauteur des thermes de Cluny, à l'endroit où des barricades sont déjà érigées et annoncent de possibles affrontements entre les étudiants et la police, qui auront lieu vers 2 heures 15 du matin. Une majorité des 4 dirigeants du bureau politique de l'OCI se rallie à la position prise à la sortie du meeting par Stéphane Just, voulant que les étudiants doivent concentrer leurs forces sur la préparation de la grève générale et ne pas prendre trop de risques face aux policiers et à l'opinion publique. 
Claude Chisserey est l'un des quatre dirigeants de l'OCI présents et se rallie à la position de Stéphane Just, même si ni lui ni Charles Berg ne la partagent. Il déclare par solidarité « les petits bourgeois doivent cesser de faire du jardinage », en allusion au dépavage des rues, mais, formule qui lui sera reprochée des années plus tard et stigmatisée par les autres militants d'extrême-gauche, alors qu'il fait partie de ceux qui voulaient participer au combat des étudiants, contre le tandem Stéphane Just et François de Massot. Par ailleurs a lieu au siège de la CNT espagnole en exil, rue Sainte-Marthe, la réunion de la fédération locale de la FIJL (Fédération ibérique des jeunesses libertaires), où des manifestants anarchistes vont chercher du renfort.

#### L'éloge de l'occupation à Sud-Aviation le 14 mai
Trois jours après, lors de l'occupation de l'usine nantaise à Sud-Aviation le 14 mai, il appelle à mettre en avant la grève des salariés: « Nous ne ferons pas comme la JCR qui se dissout dans le soi-disant mouvement réel des masses, faisant litière des leçons du mouvement ouvrier (...)  À Nantes, les ouvriers occupent l’usine Sud-Aviation. À la Sorbonne, c’est la kermesse », déplore-t-il dans un numéro de son mensuel  Révoltes daté du 15 mai 1968 , qui est publié quelques heures après le début de cette occupation nantaise.
« Jamais les étudiants ne joueront un rôle moteur de transformation de la société », écrit-il à nouveau en juin, dans une autre publication de son courant politique.

#### L'occupation de la Sorbonne le 14 mai
Lors de l'occupation de la Sorbonne, les lambertistes s'opposent au passage de l'enseignante Denise Salomon, une ex-militante de l'OCI, qui en 1964 dirigeait un des six rayons du groupe La Vérité en région parisienne en raison de l'exclusion deux ans plus tôt de l'OCI de son compagnon le philosophe Boris Fraenkel, soupçonné d'avoir traduit des livres sans en détenir les droits  et de faire dévier la lutte révolutionnaire vers des questions sexuelles. 
Selon le journaliste Christophe Nick Boris Fraenkel aurait demandé à Chisserey de traduire en français Écoute petit homme, écrit en 1948 par Wilhem Reich (1897-1957), mais c'est complètement improbable, selon l'historien spécialiste de Mai 68 Robi Morder, car Chisserey n'était pas germaniste,. Le livre a en réalité été traduit en français par Mary Boyd Higgins en 1972. 
Dès mars 1967, Boris Fraenkel, jusqu'alors principal responsable à la formation des jeunes de l'OCI, avait animé une conférence, à la demande de l'association de la Résidence universitaire de Nanterre, intitulée "Jeunesse et sexualité". Il avait traduit en 1966, avec Jean-Marie Brohm, "La Lutte sexuelle des jeunes", le livre de Wilhelm Reich écrit en 1932. En 1965 était l'instructeur et le mentor de , qui lui envoyait des cartes postales d'Afrique.
En 1966, selon les versions, Boris Fraenkel et Jean-Marie Brohm avaient été exclus de l'OCI, avec l'aval de Lionel Jospin- pour avoir utilisé ses presses pour une brochure de plusieurs traductions de Wilhem Reich et avoir de ce fait « constitué une "clique
sexualo-sectaire ». Selon ses mémoires, l'historien Pierre Broué avait alors "hurlé avec les loups". La tentative d'expulsion de Fraenkel échouera le 9 juin 1968, car la République fédérale d'Allemagne, lui dénie la nationalité allemande, au motif qu'il est né dans un État disparu, la  Ville libre de Dantzig. Une campagne de protestation lancée par l'éditeur François Maspero mettra fin à son assignation à résidence à Sarlat, en Dordogne.

### Années 1970

#### La conquête de l'UNEF
Après mai 1968, il fut remplacé à la tête du travail jeune au sein de l'OCI par Charles Berg pendant qu'il était au service militaire. Au cours des années 1970, il reste le leader des jeunes de l'OCI, même s'il a dû céder la direction de l'organisation destinée aux jeunes à son ami Charles Berg. Celui-ci l'avait remplacé Il assure le lien avec les autres formations d'extrême-gauche et de gauche. En février 1972, c'est lui qui organise le cortège de l'OCI et de l'AJS participant à l'importante manifestation protestant contre le meurtre de Pierre Overney, militant de la Gauche prolétarienne, par un vigile de la Régie Renault.
Avec Charles Berg il participe à « la prise de l'UNEF en 1971 », dans le sillage de la fondation de l'Alliance des jeunes pour le socialisme (AJS)  et l'Alliance des étudiants pour le socialisme (AES), qui remplacent la FER depuis la dissolution de 1968. C'est en fait un éclatement de l'UNEF entre UNEF-Unité Syndicale contrôlée par l'AJS/OCI) et l'UNEF-Renouveau dirigée par l'Union des étudiants communistes (UEC/PCF).
Dès le congrès de Marseille de l'UNEF de décembre 1968, les militants de l'ex-Ligue communiste prennent leur distance avec le syndicat et le bureau politique de la nouvelle LCR publie en août 1969 une brochure, « Le deuxième souffle du mouvement étudiant » , signée de Daniel Bensaïd et Camille Scalabrino. Selon les auteurs, le syndicalisme étudiant était « ruiné », dans lequel apparaît clairement la ligne politique de refus du syndicalisme étudiant, une analyse qui sera considérée plus tard comme le « premier drame » pour la LCR après le résultat décevant de l'Élection présidentielle française de 1969, seulement 1% des voix. 
Le climat est alourdi par les intrusions de la police en 1970 sur le campus de Nanterre. Poursuivi pour diffamation envers la police, sur plainte du ministre de l'intérieur Raymond Marcellin, Claude Chisserey est condamné à 2 000 francs d'amende par la 17e chambre correctionnelle du tribunal de Paris pour un tract intitulé " Provocations policières " distribué le 13 octobre 1970 sur le campus de Nanterre. Au cours du procès, Guy Mollet, ancien président du conseil et André Boulloche, ancien ministre, député du Doubs (PS), ont fait parvenir un témoignage écrit en sa faveur.
Le 10 février 1971, c'est la démission en bloc du bureau UNEF contrôlé par le PSU, dont la LCR était l'alliée au sein de l'UNEF depuis 1967. Jean-Pierre Chassine en est le dernier président. Pierre Sirac, à la tribune d'un amphithéatre de La Sorbonne lui succède car la tendance OCI est majoritaire sur la base des mandats au congrès d'Orléans de 1970 avec 628 mandats contre 320.
Entre-temps, l'Alliance des jeunes pour le socialisme s'est structurée. Après avoir été rétablie dans ses droits par le Conseil d'État le 4 juillet 1970, elle revendique 6 000 adhérents contre 1 500 en 1968 avec un budget annuel de 3 millions de francs, selon Le Monde qui observe que « peu d'organisations politiques de jeunes soutiennent la comparaison ». Sous le mot d'ordre « conduire la jeunesse de la révolte à la révolution », elle analyse la double crise du capitalisme et du " système stalinien " des pays communistes, qui selon ses militants va s'aggraver, tout en dénonçant « la division de la gauche » à laquelle elle veut reméditer par sa « présence au sein des mouvements qui rassemblent les travailleurs et, bien sûr, en premier lieu, les syndicalistes ». Elle avertit que  le parti socialiste, depuis l'arrivée à sa tête de François Mitterrand, est menacé de perdre son caractère "ouvrier" et de devenir une formation politique bourgeoise et non plus seulement un parti où les dirigeants trahissent les aspirations de leur base.

#### Le passage de relais à Charles Berg
Le deuxième congrès de l'Alliance des jeunes pour le socialisme s'achève le 2 novembre 1971 à Paris, après avoir réélu Charles Berg comme secrétaire national par un comité national de 230 membres, composé au deux tiers de délégués de province, tandis que les applaudissements scandés saluent l'élection de tous less candidats présentés par la direction sortante , attiude se voulant différente des tiraillements qui rythment les congrès des autres groupuscules d'extrême-gauche. Lors de ce congrès, il passe le relais à Charles Berg car les militants de plus de 25 ans doivent quitter l'AJS pour passer à, l'Organisation communiste internationaliste.
Puis il se charge de l'action vers les jeunes salariés. En  juin 1972, il parvient à unir les différents mouvements d'extrême gauche qui gravitent aux abords et à l'intérieur des usines de la régie Renault, à Boulogne-Billancourt (Hauts-de-Seine), pour organiser le 19 juin, une conférence de presse, réunissant les responsables de six organisations, parmi lesquels Alain Krivine (Ligue communiste), dont il est resté proche mais aussi Samuel Johsua, qui en a fait scission pour créer le groupe "Révolution"  ou encore Michel Rocard, député des Yvelines (non inscrit) et secrétaire national du PSU, qui participe à la délégation au commissariat de Boulogne pour protester contre les interpellants jugées abusives, pratiquées depuis trois mois par la police, soucieuse de prévenir la série de graves affrontements qui avaient mené en février 1972 à la mort du militant maoïste Pierre Overney devant la porte de l'usine.

#### Législatives de 1973
En août 1972, il est chargé des négociations avec Alain Krivine (Ligue) et Jean Liévin (Lutte ouvrière) pour trouver une étiquette commune aux 250 candidats communs aux trois organisations trotskistes françaises (Ligue communiste, Lutte ouvrière, Organisation communiste internationaliste), qui revendiquent 15 000 adhérents à elles trois.
Il fait partie des vingt candidats de l'OCI aux élections législatives de mars 1973, présentés le 9 janvier à la presse par Stéphane Just du bureau politique lui-même candidat en Seine-Saint-Denis, dont deux à Paris intra-muros. Après un meeting de l'OCI le 19 janvier 1973 à la Mutualité, Chisserey est candidat, avec pour suppléant Alain Herbeth, employé à l'ORTF,, dans le 19e arrondissement de Paris, dans la 20e circonscription de Paris, où sera élu en 1988 Jean-Christophe Cambadélis, sous les couleurs du PS.
La campagne s'appuie sur l'association des parents d'élèves du CES Pailleron et le témoignage d'un militant de l'OCI, Poizat, agent technique des constructions modulaires, au sujet des causes structurelles de l'incendie qui le 6 février 1973, à 19 h 40 avait ravagé le collège et fait 20 morts : 16 enfants et 4 adultes,.
Claude Chisserey anime alors un débat sur le CES Pailleron, qui réclame une Commission d'enquête des Associations de parents d'éléves, des syndicats enseignants et des syndicats du Bâtiment et se termine au chant de I'Internationale. Le candidat fait signer un appel aux directions du PCF et du PS pour un gouvernement PCF-PS ans ministres capitalistes et son journal noter le climat de démocratie ouvrière qui règne entre les différentes organisations, PCF-PS-OCI.

#### L'appui à la génération 68
Charles Berg va succéder à Claude Chisserey à la tête de la « commission jeune » de l’OCI « pendant au moins deux ans, de 1975 à 1977 », après avoir travaillé étroitement avec lui. Toujours au bureau politique de l'OCI, Chisserey s'appuyait sur « la jeunesse sortie de Mai-Juin 68 » à qui il faisait des révélations sur l'OCI et son fonctionnement  afin de résister à la puissance du leader Pierre Lambert et même de le renverser. En 1976, Stéphane Just, cofondateur de l'OCI en 1965, obtient la création  d'une commission de contrôle financier mais sans les moyens de son action.
Alors que Denis Sieffert, président de l'UNEF, depuis 1975 part au service militaire en 1977, la branche étudiante de l'OCI, menée par Berg et Chisserey, est chargée de développer encore plus l'implantation chez les jeunes, dans un effort qui va se traduire par le projet en 1978 de créer le syndicat étudiant UNEF ID, sur des bases plus larges, qui verra le jour au congrès de mai 1980, à Nanterre.
Chisserey a aussi amené à l'OCI d'anciens militants communistes, comme Jean-Luc Pingrenon, qu'il avait connu au service militaire, qui quitta le comité fédéral de l'Oise du PCF en 1971 mais s’éloigna aussi ensuite de l'OCI pour rejoindre en 1974 le Parti socialiste.

#### Les échanges avec Gérard Filoche
Entre avril et juin 1976, il entretient des liens de concertations avec Gérard Filoche de la LCR et écrit même un texte publié dans le journal de ce groupe gauchiste. Il écrit ainsi à Gérard Filoche le 12 avril et ce dernier lui répond le 22 avril 1976. Une tribune libre de Claude Chisserey, parait dans le numéro 54 de Rouge sur fond de grève des étudiants contre la réforme des universités de Alice Saunier Seité.

#### La création de l'UNEF-ID
Depuis 1977, Pierre Lambert a fait "monter" trois jeunes à la direction, parmi lesquels Benjamin Stora, pour remplacer trois de ses contemporains dont l'historien Pierre Broué, ce qui lui permet d'être plus à l'aise pour agir.
Pour le projet de Lambert, il faut en passer par un rapprochement avec des mitterandistes rassemblés par Édith Cresson, après une "purge", dans le Comité pour l'organisation du syndicat des étudiants de France (COSEF), fondé à la rentrée 1975 et ensuite remarqué au printemps 1976 contre la réforme Saunier-Seité mais qui n'obtient que 4 élus en 1977, aux élections étudiantes aux conseils d'administration des CROUS. 
L'opération inclut aussi les trotskistes du MAS, fondé après le mouvement de 1976 contre la réforme Saunier-Seité à l'initiative du MARC (MARC) lui-même formé après mai 68 par des étudiants PSU proches de la CFDT, mais rapidement infiltré par la LCR. 
L'OCI était alors forte d'une centaine d'infiltrés parmi les étudiants de la LCR, qui étaient coordonnés par Pierre Salvaing et François de Massot dans le sillage de l'action menée par Claude Chisserey depuis la fin des années 1960, alors qu'il avait connu à l'UEC Alain Krivine, puis par Charle Berg.
Le rapprochement, voulu par Pierre Lambert, passe par l'élection à la présidence de la Mutuelle nationale des étudiants de France (MNEF) en 1979 de Jean-Michel Grosz, qui rassure les partenaires indirect de l'OCI dans Force Ouvrière, le secrétaire général André Bergeron et le leader du RPR Jacques Chirac, qui a placé des militants dans FO. Grosz est au Parti socialiste et Olivier Spithakis, étudiant à Sup de Co Marseille, socialiste aussi, devient trésorier de la MNEF,, auparavant contrôlée par des étudiants de l'autre UNEF, proche du Parti communise et des militants favorables à Jean-Pierre Chevènement. Si le PS dirige alors la MNEF, l'OCI aura le contrôle du nouveau syndicat UNEF ID.
Le rapprochement entre OCI et mitterrandistes, parfois qualifié de « Yalta des deux UNEF », permet d'intégrer au passage une autre composante du militantisme étudiant, les rocardiens, parmi lesquels Manuel Valls, Alain Bauer et Stéphane Fouks. Le vote pour François Mitterrand au 1er tour va fédérer ensuite un peu plus cette nébuleuse, désormais en passe de devenir la première force dans les universités, et Jean-Christophe Cambadélis est invité à la tribune 10 mai 81, sur la Place de la Bastille.
La grande manœuvre réussit aussi sur le plan militant et se traduit finalement, à l'hiver 1980-1981, par l'intégration d'environ 400 militants LCR dans l'OCI, dans le sillage de la création de l'UNEF ID, notamment par le ralliement de la Ligue communiste internationaliste (LCI, dirigée par Daniel Gluckstein), dissidente de la Ligue communiste révolutionnaire (LCR). Cette fusion permet au parti lambertiste de revendiquer 4 810 militants en mars 1981, six fois plus qu'en 1968-1969 et de prétendre arriver à 10.000 en 1982. Un objectif esquissé dès le 24e congrès des 23, 24 et 25 mai 1980, et que l'OCI va tenter de réalisr à coups de recrutements rapides, voulus par le congrès suivant, mais qui ne sera pas atteint. Parmi les ralliés de la LCR, Denis Collin, alias « Rodolphe », qui avait dirigé un groupe d'Auxerre de la LCR et va ensuite travailler avec Claude Chisserey. Certains espèrent sérieusement une fusion entre l'OCI et la LCR mais Pierre Lambert fait tout pour s'y opposer, selon les mémoires du militant LCR  Gérard Filoche.

#### La marginalisation du tandem "Berg-Chisserey"par Lambert
Entre-temps, Pierre Lambert et son entourage vont obtenir la marginalisation du tandem "Berg-Chisserey" et dans leur sillage celle des lycéens recrutés en 1968, comme Benjamin Stora, ce qui au pour résultat de produire un « resserrement extraordinaire du pouvoir » autour de Pierre Lambert. Charles Berg est ainsi mis en accusation en 1979, lors ce qui sera plus tard qualifié d'"affaire Berg", et concerne en fait, selon les témoignages, de nombreux militants du comité central de l'OCI, le trucage du nombre d'adhérents début 1979.

### Le décès le 13 février 1981
Claude Chisserey a été retrouvé mort dans la Seine, à l'âge de 37 ans, le 13 février 1981, deux ans après l'exclusion de l'OCI de son ami Charles Berg. Sa disparition mystérieuse, sans témoins,, est dans le style de celle du saxophoniste américain Albert Ayler dans l'East River de New-York entre le 15 et le 25 novembre 1970. Comme pour Ayler, c'est l'hypothèse du suicide qui a été retenue. Célèbre saxophoniste noir américain, Albert Ayler avait fait scandale plusieurs fois à Paris par son style nouveau, d'abord en 1966 puis lors du Festival de Jazz de Paris en novembre 1967 et quelques mois avant sa mort en 1970 lorsqu'il il avait embrasé les nuits de la Fondation Maeght à Saint-Paul-de-Vence.
Le quotidien Libération diffusera  une photo de lui, probablement prise en Mai 68 au meeting de Charléty, aux côtés de Jacques Sauvageot, alors vice-président de l'UNEF. 
Avant son décès, il aurait perdu à la fois son amie et son poste de permanent à l'OCI. Selon le roman historique écrit autour d'une « mémoire du mouvement ouvrier transmise par sa grand-mère » à l'écrivaine Pascale Fautrier,[pas clair] Claude Chisserey était en couple avec une jolie rousse aux cheveux courts, surnommée "Sonia" pseudonyme de Michèle Ulrich, également surnommée "Louve", une ex-étudiante de l'Université Censier, devenue enseignante en Seine et Marne, très active dans les années 1970 et jusqu'au milieu des années 1980 au sein de l'Alliance des jeunes pour le socialisme. Sonia était une fille de Maurice Ulrich, directeur adjoint du cabinet du ministre des Affaires étrangères Michel Debré puis PDG d'Antenne 2 de 1978 à 1981, qui deviendra ensuite de 1986 à 1988 chef de cabinet du Premier ministre Jacques Chirac,. 
Son décès a lieu dans une période de rapprochement manqué entre son organisation et la LCR, se réclamant également du trotskisme, qui débute en juin 1980. Au cours de l'été 1980, la LCR décline et souhaite présenter la candidarure d'Alain Krivine à l'élection présidentielle de 1981. Une nouvelle tentative de rapprochement de l'OCI échouera plus tard, ce qui entrainera en mars 1981 le départ de l'OCI des partisans de Nahuel Moreno, qui créent un nouveau groupuscule, la LITI. 
Entre-temps s'est réunie la “IVe Internationale-Comité international” en décembre 1980 », où dominent les débats sur  la révolution nicaraguayenne du 19 juillet 1979, sur fond de convergences et divergences qui fluctuent, sur ce sujet depuis 1979 entre Pierre Lambert et Nahuel Moreno.
Trois mois avant le décès de Claude Chisserey, en octobre 1980, Pierre Beregovoy, émissaire de François Mitterrand, a proposé à Pierre Lambert et Jean-Christophe Cambadélis d'entrer au Parti socialiste, mais l'accord, longuement négocié, ne s'est pas fait. En novembre 1980, le Premier secrétaire du PS, François Mitterrand, confie à Lionel Jospin qu’il lui succédera s'il est élu président. Lionel Jospin est une personnalité de l'OCI, initiée par Boris Fraenkel dans les années 1960, qui milite dans une cellule particulière, celle des « militants en mission discrète », c’est-à-dire membres d’autres partis ou organisations.
Infiltré au PS depuis la fin de 1971, il ne quittera l'OCI qu'en 1982 , et sa double appartenance sera révélée dès sa campagne pour la présidentielle de 1995. 
Lors du Congrès de Créteil du 24 janvier 1981, Lionel Jospin est effectivement promu premier secrétaire du PS, tandis que se dessine un vote, prévu pour mars 1981, assurant le soutien de l'OCI à la candidature de Mitterrand dès le 1er tour, ainsi que l'entrée dans la campagne des militants de l'UNEF-ID, syndicat partiellement réunifié qui vient de se créer en mai 1980 grâce aux efforts de Claude Chisserey au cours des années précédentes. 
Cette évolution rapide est très mal vécue par les militants de la FER proche de Chisserey, comme Stéphane Just ou Benjamin Stora, qui voteront contre ce soutien à Mitterrand. Le roman historique de Pascale Fautrier suggère que certains jeunes militants peuvent avoir peur de la mort de Claude Chisserey.